# Ventopelita yatalaensis
Ventopelita yatalaensis är en snäckart som först beskrevs av Cox 1873.  Ventopelita yatalaensis ingår i släktet Ventopelita och familjen Camaenidae. Inga underarter finns listade i Catalogue of Life.